# Nicola Perrelli
Nicola Perrelli (ur. 22 października 1696 w Neapolu, zm. 24 lutego 1772 w Rzymie) – włoski kardynał.

## Życiorys
Urodził się 22 października 1696 Neapolu, jako syn Domenica Perelliego i Angeli Fariny. Studiował na Papieskiej Akademii Kościelnej, a następnie został protonotariuszem apostolskim, referendarzem Trybunału Obojga Sygnatur i klerykiem Kamery Apostolskiej. 24 września 1759 roku został kardynałem diakonem i otrzymał diakonię San Giorgio in Velabro. Zmarł 24 lutego 1772 rou w Rzymie.